# Robin Elizabeth Bell
Robin Elizabeth Bell és professora a l'Observatori de la Terra Lamont-Doherty de la Universitat de Colúmbia (LDEO Columbia). Va influir en la coordinació de l'Any Polar Internacional 2007 i va ser la primera dona a presidir la Junta de Recerca de l'Acadèmia Nacional de Ciències Polars (National Academy of Sciences Polar Research Board). Ha fet nombrosos descobriments importants pel que fa als llacs subglacials i les dinàmiques de les capes de gel, i té una cresta a l'Antàrtida, Bell Buttress, anomenada en honor seu.

## Joventut i carrera
Bell va rebre el seu títol de llicenciada en Geologia al Middlebury College, Vermont; el seu MPhil a la Universitat de Colúmbia el 1980; i el seu doctorat en geofísica a la Universitat de Colúmbia el 1989. Va rebre un títol honorífic de Middlebury College el 2006. Bell és una marinera apassionada; amb el seu marit i dos fills, ha navegat a través de l'Atlàntic diverses vegades, així com les costes de Terranova i Nova Escòcia i el mar del Labrador.

## Investigacions
Bell és una científica que ha realitzat investigacions sobre el gel polar. Des de 1989, ha dirigit la investigació a l'Observatori de la Terra de Lamont-Doherty (LDEO) de la Universitat de Colúmbia sobre les capes de gel, la tectònica, els rius i les dorsals oceàniques. Com a professora del Palisades Geophysical Institute Lamont Research de LDEO, dirigeix programes de recerca a l'Antàrtida i Groenlàndia, i se centra a desenvolupar tecnologia per controlar el nostre planeta canviant.
Bell ha tingut un paper en la coordinació d'iniciatives internacionals sobre ciències polars, inclòs l'Any Polar Internacional 2007, que va reunir a 60.000 científics de més de 63 països diferents per estudiar elements del nostre planeta que canviaran ràpidament; i el Simposi Internacional sobre Ciències de la Terra de l'Antàrtida de 2007. També va ser la primera dona a presidir la Junta de Recerca Polar de l'Acadèmia Nacional de Ciències.
Les regions polars són un dels principals enfocaments geogràfics de la recerca de Bell. Ha dirigit, co-dirigit o coordinat nou expedicions aerogeofísiques principals a l'Antàrtida i Groenlàndia, investigant principalment la dinàmica de les capes de gel i el balanç de masses, i la dinàmica continental amb relació al clima present i futur. La seva investigació polar ha donat lloc a una sèrie de descobriments científics importants. Va descobrir un volcà sota la capa de gel de l'Antàrtida occidental, així com diversos llacs grans tancats sota dos quilòmetres de gel. Durant l'Any Polar Internacional, Bell va dirigir una important expedició a l'Antàrtida per explorar la darrera serralada desconeguda de la Terra, les muntanyes de Gamburtsev, completament cobertes de gel. La seva investigació a les muntanyes de Gamburtsev va demostrar que l'aigua amagada sota la capa de gel es desplaça muntanya amunt, i que les capes de gel poden engrossir la part inferior, i que les capes de gel pugen engrossint des de baix, anul·lant les hipòtesis de llarga durada sobre les capes de gel. Bell també és la principal investigadora de la investigació geofísica ROSETTA-Ice sobre la plataforma de gel del mar de Ross, la més gran del continent.
Les contribucions de Bell a la ciència polar també inclouen l'inici de grans desenvolupaments tecnològics; per exemple, Bell va cofundar el primer equip de recerca aerogeofísica i va dur a terme la primera demostració acadèmica experimental de gravetat amb un avió petit.
Bell també ha iniciat i dirigit programes d'investigació importants al riu Hudson per a la Universitat de Colúmbia. Un dels seus grans projectes ha estat reunir i dirigir l'equip del Projecte de l'Estuari de la Vall d'Hudson a Lamont per mapejar el riu Hudson des de Staten Island a Albany. L'equip va definir hàbitats crucials i dipòsits contaminats, i també va descobrir desenes de vaixells enfonsats i artefactes que es remunten a la Guerra de la Independència dels Estats Units.
Bell també ha contribuït a la millora de la diversitat en ciències i enginyeries i, en particular, en l'avanç de les dones en la ciència. Va ser directora de l'ADVANCE a The Earth Institute de la Universitat de Colúmbia, un programa finançat per la National Science Foundation (EUA), destinat a ampliar les oportunitats per a la dona en ciència i enginyeria; va liderar un experiment de transformació institucional a la Universitat de Colúmbia i afiliats al nord-est dels EUA. També és partidària de l'educació, integrant la divulgació, l'educació pública i l'educació superior a través d'iniciatives, com el recurs d'educació Earth2Class per als professors i Polar Explorer: Sea Level, una aplicació publicada pel grup d'exploració LDEO Polar.
En total, Bell ha contribuït a més de 90 publicacions i revisions a companys, així com a testimoni del Senat estatunidenc, informes de l'Acadèmia Nacional i publicacions de mitjans populars. És membre de l'American Geophysical Union i ha estat membre del comitè consultiu i consell d'administració. Actualment és copresidenta del Comitè de l'Acadèmia Nacional de Ciències dels Estats Units sobre el desenvolupament d'una visió estratègica per al programa antàrtic estatunidenc, i va ser membre de l'AGU Crysphere Science Division i AGU President-Elect entre 2017 i 2019.

## Premis i honors
- 2017: Presidenta electa de l'American Geophysical Union.[39]
- 2011: La National Academy of Science’s Polar Research Board va anomenar una cresta antàrtica d'uns milla de llarg, Bell Buttress, en honor seu.[2]
- 2011: Elegida fellow de l'American Geophysical Union.[40][41]
- 2006: Doctorat Honorífic en ciències a Middlebury College.[4]
- 1996: Premi Young Alumnae a Emma Willard School.[3]
- 1992: Premi Stroke Doherty Junior Scientist.[3]
- 1988: Outstanding Student Paper, Geodesy - Fall AGU.[3]